# Caralluma
Caralluma is een geslacht uit de maagdenpalmfamilie (Apocynaceae). De soorten komen voor in tropisch Afrika, op het Arabisch Schiereiland, in India, op Sri Lanka en in Myanmar.

## Soorten
- Caralluma adscendens (Roxb.) Haw.
- Caralluma arachnoidea (P.R.O.Bally) M.G.Gilbert
- Caralluma attenuata Wight
- Caralluma baradii Lavranos
- Caralluma bhupinderiana Sarkaria
- Caralluma congestiflora P.R.O.Bally
- Caralluma dalzielii N.E.Br.
- Caralluma darfurensis Plowes
- Caralluma dicapuae (Chiov.) Chiov.
- Caralluma dolichocarpa O.Schwartz
- Caralluma edwardsiae (M.G.Gilbert) M.G.Gilbert
- Caralluma fimbriata Wall.
- Caralluma flavovirens L.E.Newton
- Caralluma furta P.R.O.Bally
- Caralluma geniculata (Gravely & Mayur.) Meve & Liede
- Caralluma gracilipes K.Schum.
- Caralluma lamellosa M.G.Gilbert & Thulin
- Caralluma longiflora M.G.Gilbert
- Caralluma moniliformis P.R.O.Bally
- Caralluma moorei Aditya
- Caralluma mouretii A.Chev.
- Caralluma peckii P.R.O.Bally
- Caralluma petraea Lavranos
- Caralluma plicatiloba Lavranos
- Caralluma priogonium K.Schum.
- Caralluma sarkariae Lavranos & R.Frandsen
- Caralluma stalagmifera C.E.C.Fisch.
- Caralluma subulata (Forssk.) Decne.
- Caralluma turneri E.A.Bruce
- Caralluma vaduliae Lavranos
- Caralluma wilhelmii Thulin

Aganonerion · 
Acokanthera · 
Adenium · 
Aganosma · 
Allamanda · 
Alstonia · 
Alyxia · 
Amalocalyx · 
Anodendron · 
Apocynum .
Asclepias · 
Baharuia · 
Baissea · 
Beaumontia ·
Caralluma · 
Carissa · 
Catharanthus · 
Cerbera · 
Ceropegia (lantaarnplanten) · 
Chonemorpha · 
Cleghornia · 
Cynanchum · 
Dewevrella ·
Dischidia ·
Ditassa  ·
Echites · 
Elytropus · 
Epigynum · 
Eucorymbia · 
Forsteronia · 
Hoodia · 
Hoya · 
Hylaea · 
Huernia · 
Ichnocarpus · 
Ixodonerium · 
Kopsia · 
Landolphia · 
Lhotzkyella · 
Macroditassa · 
Mandevilla · 
Manothrix · 
Margaretta · 
Marsdenia · 
Matelea · 
Melinia ·
Melodinus  · 
Merrillanthus · 
Metaplexis · 
Metastelma · 
Microdactylon · 
Microloma · 
Miraglossum · 
Mitostigma · 
Morrenia · 
Motandra · 
Nautonia · 
Neoschumannia · 
Nephradenia · 
Notechidnopsis · 
Odontadenia · 
Odontanthera · 
Oncinema · 
Oncostemma · 
Ophionella · 
Orbea · 
Orbeanthus · 
Orbeopsis · 
Orthanthera · 
Orthosia · 
Oxypetalum · 
Oxystelma · 
Pachycarpus · 
Pachycymbium · 
Pachypodium · 
Papuechites · 
Parameria · 
Parapodium · 
Parepigynum · 
Parsonsia · 
Pectinaria · 
Pentacyphus · 
Pentarrhinum · 
Pentasachme · 
Pentastelma · 
Pentatropis · 
Peplonia · 
Pergularia · 
Periglossum · 
Petopentia · 
Pherotrichis · 
Philibertia · 
Piaranthus · 
Pleurostelma · 
Plumeria · 
Pseudolithos · 
Quaqua · 
Quisumbingia · 
Raphistemma · 
Raphionacme · 
Rauvolfia · 
Rhyncharrhena · 
Rhyssolobium · 
Rhyssostelma · 
Rhytidocaulon · 
Riocreuxia · 
Rojasia · 
Sarcolobus ·
Sarcostemma · 
Schistogyne · 
Schistonema · 
Schubertia · 
Secamone · 
Secamonopsis · 
Seutera · 
Sindechites · 
Sisyranthus · 
Solenostemma · 
Sphaerocodon · 
Stapelia · 
Stapelianthus · 
Stapeliopsis · 
Stathmostelma · 
Stenomeria · 
Stenostelma · 
Stigmatorhynchus · 
Schizozygia · 
Tacazzea · 
Tectiphiala · 
Trachelospermum · 
Urceola · 
Vallariopsis · 
Vinca (maagdenpalm) · 
Vincetoxicum (engbloem)